# Утумук
Утумук — упразднённый посёлок в Зейском районе Амурской области России. Исключен из учётных данных в 1974 году.

## География
Посёлок располагался на левом берегу рект Третий Утумук (приток Утумука), на расстоянии примерно 38 километров (по прямой) к северо-западу поселка Золотая Гора.

## История
Решением Амурского исполкома от 7 июня 1974 года № 253, посёлок Утумук исключен из учётных данных как несуществующий.